# Амет Озенбашли
Аме́т Озенбашли́ (крим. Amet Özenbaşlı, повне ім'я Аме́т Сеї́т-Абдулла́ оглу́ Озенбашли́ крим. Amet Seid-Abdulla oğlu Özenbaşlı; *10 лютого 1893, Бахчисарай — †4 грудня 1958, Ленінабад) — кримськотатарський письменник, драматург, громадський та політичний діяч.

## Біографія
Народився в сім'ї кримськотатарського письменника Сеїта Абдулли Озенбашли.
Деякий час працював у типографії Ісмаїла Гаспринського, виконуючи функції художника-оформлювача та каліграфа.
У 1915—1917 роках навчався на медичному факультеті Новоросійського університету в Одесі. 1917 року був членом Мусульманського виконавчого комітету, Ради народних представників, делегатом Курултаю.
Був прихильником соціалізму та ідеї створення суверенної кримськотатарської держави. Брав участь у київському З'їзді Народів 5—6 вересня 1917 року, де заявив таке:
| «…Кримські татари… звикли жити вільним життям… і цілком достойні вільного й самостійного будівництва свого… життя на своїй же землі. Нехай знають усі, що кримські татари не дозволять нікому встановити якусь гегемонію на кримському півострові. (…) …Ми, вільні сини віднині вільного татарського народу простягаємо вам руку з гаслом демократичної федеративної республіки для щасливого, дружнього співжиття, аби кожна народність у своєрідних національних проявах могла вільно вносити свою краплю меду в стільники людського генія і поступу, аби із окремих національних культур отримати єдине гармонійне ціле» Оригінальний текст (рос.) «…Крымские татары, — говорил Озенбашлы, — привыкли жить свободной жизнью… и вполне достойны свободного и самостоятельного строительства своей… жизни на своей же земле. Пусть знают все, что крымские татары не позволят никому установить какую бы то ни было гегемонию на крымском полуострове. (…) …Мы, свободные сыны отныне свободного татарского народа, протягиваем вам руку с лозунгом демократической федеративной республики для счастливого, дружеского сожительства, чтобы каждая народность в своеобразных национальных проявлениях могла свободно вносить свою каплю мёда в соты человеческого гения и прогресса, дабы из отдельных национальных культур получилось одно гармоническое целое» |
1918 року став членом Таврійського губернського комісаріату. В жовтні того ж року був учасником київських переговорів делегації Кримського крайового уряду Сулеймана Сулькевича з представниками Української держави.
Озенбашли переслідували білі. Після того, як Червона армія зайняла Крим, співпрацював з більшовиками. 1920 року став одним із засновників сільськогосподарського кооперативу «Ширкет», що мав відгалуження в усіх районах Криму і об'єднував членів Національної партії
З 1921 року був директором і викладачем психології татарського педагогічного технікуму в Тотайкої. 1922 року закінчив медичний факультет Кримського університету, здобувши диплом лікаря-невропатолога.
Був учасником організації «Коч ярдим» («Допомога переселенцям»), що мала за мету створення сприятливих умов для повернення кримських татар з Туреччини та Болгарського царства.
В 1924—1927 рр. обіймав посаду заступника народного комісара Кримської АСРР.
З 1927 року працював невропатологом 3-ї поліклініки Сімферополя.
У квітні 1928 Озенбаши заарештували у зв'язку з підготовкою процесу над членами Національної партії, а в грудні того ж року — засудили до розстрілу, проте вирок цей змінили на 10 років виправно-трудових таборів (Забайкалля). В 1931—1934 рр. працював лікарем на будівництві каналу до Білого моря. Достроково звільнено 1934 року.
Мешкав у Новосибірську та Павлограді, працював лікарем.
Під час другої світової війни був прихильником співпраці з німцями для боротьби з більшовиками та утворення на півострові кримськотатарської держави під опікою Райху. З відступом німців опинився в Румунії, де його заарештували та відправили в Москву. У вересні 1947 року Озенбашли винесли вирок: 25 років позбавлення волі, втім 1955 року його звільнили. Після звільнення мешкав у Таджикистані.

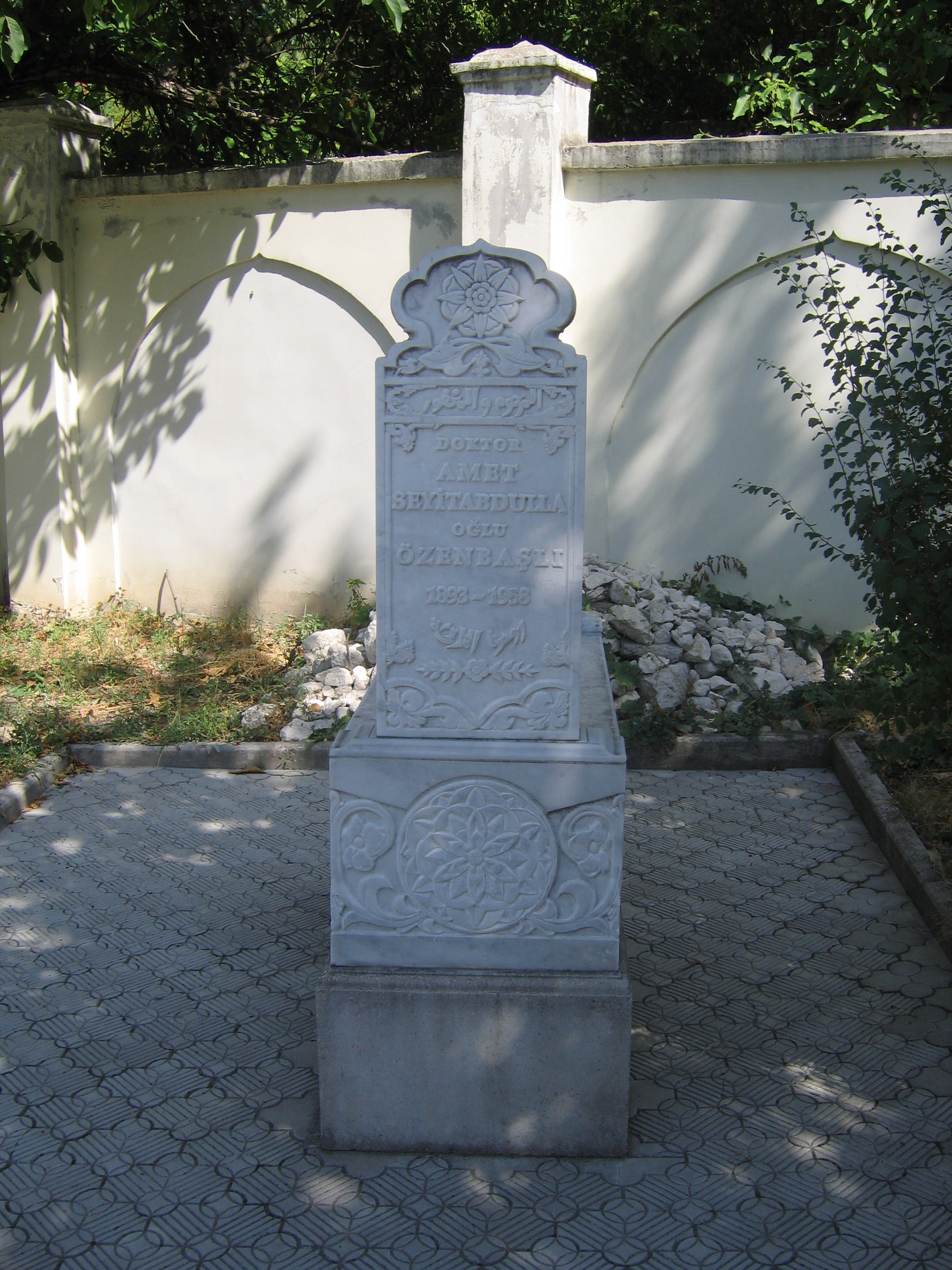
Могила Амета Озенбашли в Бахчисараї

Помер 4 грудня 1958 року в Ленінабаді. 1992 року його прах перезахоронили на території Зінджирли-медресе в Бахчисараї поряд із могилою Ісмаїла Гаспрінського.

## Літературна творчість
Ще у восьмирічному віці він брав участь у постановці п'єси свого батька «Чому бути, того не минути».
Один з учнів Айвазова, Амет Озенбашли, захопившись театральним мистецтвом, 1917 року написав драму «Під руїнами» (крим. O yıqıntılar altında) та видав її окремою книгою в Бахчисараї. Драма сміливо відтворює картину придушення особистості та позбавлення волі жінки. Ідея розкріпачення кримської жінки стає головною в багатьох кримськотатарських творах початку ХХ століття.
1926 року видав працю «Трагедія Криму під царською владою» (крим. Çarlıq akimiyetinde Qırım faciası), писав белетристику та статті на літературні теми. Псевдонім — Індемез (крим. İndemez), тобто Мовчун.